# Срђан Плавшић
Срђан Плавшић (Нови Сад, 3. децембар 1995) српски је фудбалер који игра у везном реду.

## Клупска каријера
Прве фудбалске кораке направио је у школи фудбала „Болесников” из Новог Сада. Још као пионир, на позив Драгана Ивановића, отишао у ЧСК Челарево, прошао све селекције и на дебију као шеснаестогодишњак по уласку са клупе затресао мрежу. За две сезоне у Челареву, одиграо је 31 утакмицу и постигао седам голова. Након ЧСК-а је играо за суботички Спартак где је на 25 лигашких утакмица постигао 1 гол.
Почетком августа 2015. са Црвеном звездом је потписао трогодишњи уговор. Био је члан шампионске генерације која је у сезони 2015/16. била доминантна на домаћој сцени и оборила многе рекорде, а памтиће се и 32 бода разлике у односу на Партизан. Ипак, титула није одбрањена наредне сезоне, црвено-бели су поклекли у финишу Суперлиге, али и у финалу Купа против Партизана. Током две сезоне Плавшић је за Црвену звезду одиграо 73 званичне утакмице, а постигао је 10 голова. Крајем јуна 2017, Плавшић је потписао за Спарту из Прага. Четири године касније прешао је у градског ривала Славију. За Славију је наступао у сезони 2021/22. а затим је годину дана био на позајмици у Бањик Острави. Након шест година у Чешкој, Плавшић је у јулу 2023. потписао за пољски Раков.

## Репрезентација
За омладинску репрезентацију Србије наступио је четири пута, али га је повреда спречила да буде на списку селектора Вељка Пауновића за Светско првенство 2015. године на Новом Зеланду.
Плавшић је 29. септембра 2016. био члан екипе састављене од фудбалера Суперлиге на незваничном дуелу против Катара (0:3) у Дохи. За најбољу репрезентацију Србије дебитовао је 29. јануара 2017. у пријатељском мечу против Сједињених Америчких Држава (0:0) у Сан Дијегу.

## Трофеји

### Црвена звезда
- Првенство Србије (1): 2015/16.

### Спарта Праг
- Куп Чешке (1): 2019/20.